# Los Vilos
Los Vilos est une ville côtière et une commune du Chili de la province de Choapa, elle-même située dans la région de Coquimbo. En 2016, sa population s'élevait à 20 259 habitants. La superficie de la commune est de 1 861 km² (densité de 11). La commune que borde à l'est l'Océan Pacifique est au sud de Canela, au sud-ouest de Illapel, à l'ouest de Salamanca et au nord de la commune de La Ligua. L'agglomération de Pichidangui située au sud de l'agglomération principale dispose d'une longue plage de sable blancs en fer à cheval qui a attiré ces dernières années de nombreuses résidences secondaires.

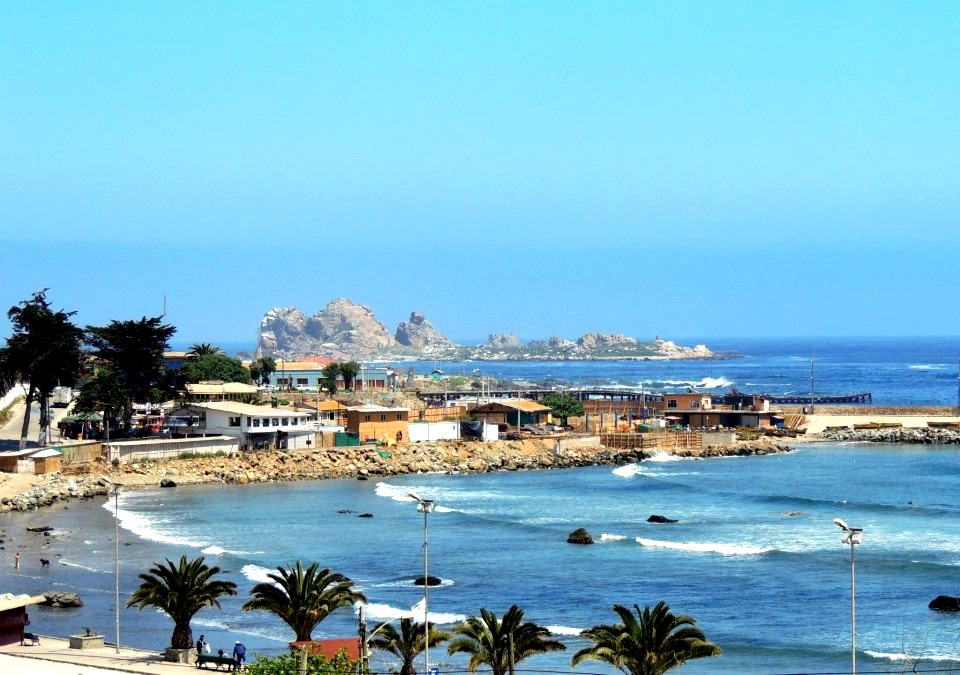
Agglomération de Los Vilos
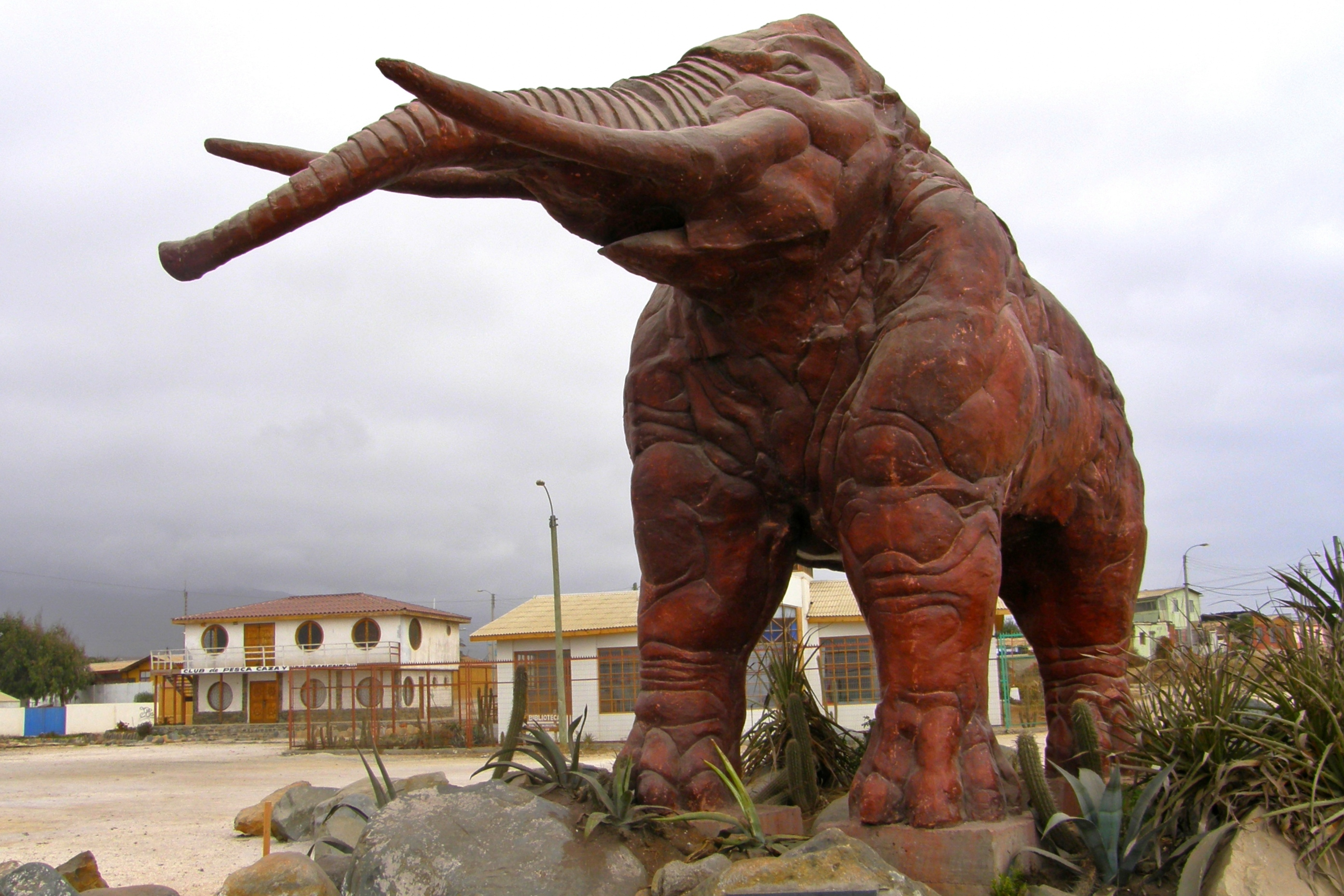
Mastodonte à Los Vilos
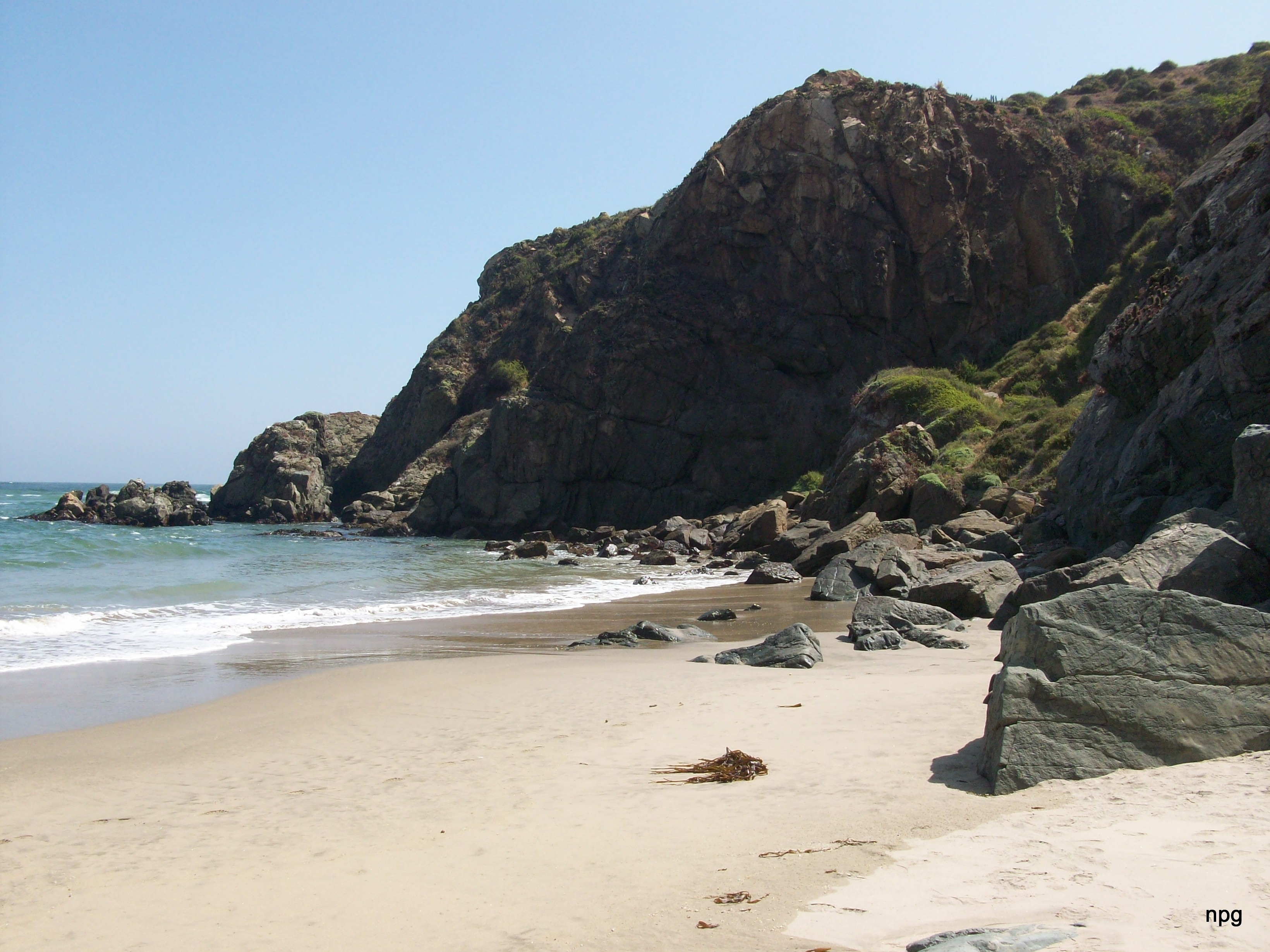
Plage Amarilla
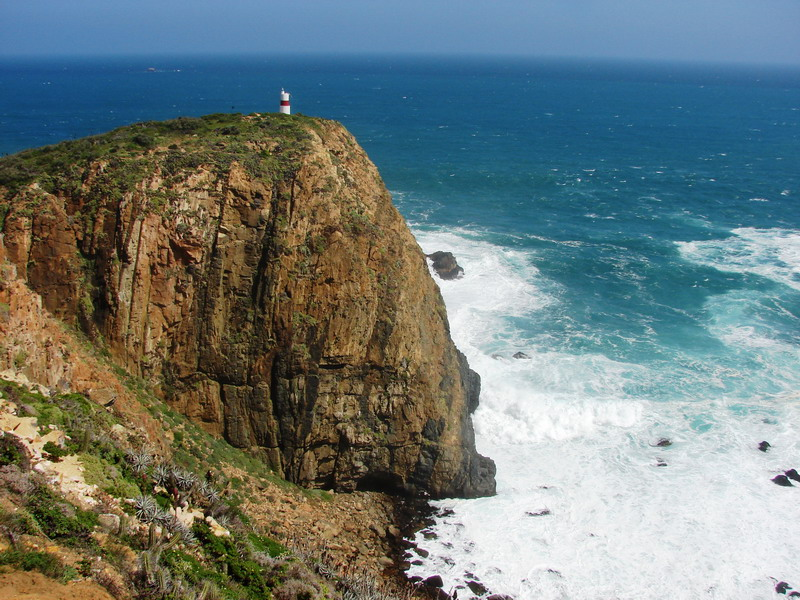
Phare de Punta Tablas à 7 km au nord de Los Vimos

Position de Los Vilos (en rouge) au sein de la Région de Coquimbo.